# 星の妖精と出会えた奇跡
星の妖精と出会えた奇跡（ほしのようせいとであえたきせき）は、長野県佐久市で行なわれたsakubloom2014のイベント会場限定で上映されているアニメーション映画である。

## 物語のあらすじ
長野県佐久市に住む星川あかり(小5)は、ある早朝に宇宙から星が落ちてくるのを発見する。その一つが近所の佐久市子ども未来館に落ちたのを確認し、現場に向かった彼女の前に、星の妖精を名乗るピスケスという少女が現れる。彼女のお友達である他の12星座の妖精を探すため、あかりは気球に変身したピスケスに乗り、佐久中を探し回るのであった。

## 登場人物
星座の妖精の名前の由来は、主に英語名やギリシャ名、ラテン名等が由来の模様。

### 佐久市民
星川 あかり（ほしかわ あかり）
声 - 伊藤かな恵
この作品の主人公。小学5年生。
人懐っこく、困った人を見ると放ってはおけない世話焼きな性格。
星が大好きで、壁には佐久市と星に関係がある写真を飾っているほどである。自宅の部屋には立派な天体望遠鏡があり、これを使い偶然に星座の妖精達が佐久に落ちてくるのを見つける。

### 星座の妖精
うお座のピスケス（うおざのピスケス）
声 - 池澤春菜
12星座の中のうお座の妖精。イメージカラーは水色。
感情豊かで献身的な性格。
ピスケスに限らず、星座の妖精は皆数段階の変身が可能。ピスケスの場合、宇宙飛行型→妖精型→人間型→気球型の変身を見せた。
気に入ったものを見つけると反応する“大好きレーダー”を持つ。
おひつじ座のアリエス（おひつじざのアリエス）
声 - 佐藤利奈
12星座の中のおひつじ座の妖精。イメージカラーは黄色。
負けず嫌いで移り気な性格。
野辺山の国立天文台で見つかる。

### その他
星の女神ブルーム様（ほしのめがみブルームさま）
声 - 井上喜久子
星座の妖精達を統べているであろう女性。
SAKUBLOOM2014のイメージキャラクターである、三日月の上に座っている女神が基になっている。
宇宙で迷子になった時は、地球の佐久に行けば探している人と会える、という話を冒頭でしているが、これは深宇宙探査機『はやぶさ』が小惑星『イトカワ』を探査に行った際に、行方不明になった同機を佐久市の施設が発見したことを受けてである。

## 上映
2014年11月1日より2015年1月12日まで、期間中の毎週末18時～20時に30分毎に上映。

### スタッフ
- 企画 - 公益社団法人佐久青年会議所、Wish
- プロデューサー - 阿部博隆、柳澤慎一、土屋泰則、佐々木尚子
- 原案 - たかはしゆう
- 原作・脚本 - 関島眞頼
- キャラクター原案・妖精デザイン - 山本真夕子
- キャラクターデザイン - 青木あさ子
- 動画検査 - 湯本真央
- 色彩設計 - 佐藤美由紀
- 色指定 - 久納友香里
- 美術監督 - 甲斐政俊(KAIMU)
- 撮影監督- 木部さおり(グラフィニカ)
- 編集 - 齋藤朱里(グラフィニカ)
- 音響監督 - 井澤基
- 音楽 - 中島大介
- 音響制作 - 田畑三津広(セイムクリエイティブ)
- 制作統括 - たかはしゆう
- 演出・監督 - 関田修
- 制作 - Wish
- 製作 - SAKUBLOOM実行委員会
- 制作著作 - Wish

### アフレコ協力
- 小海線アナウンス・予告版ナレーション - 尾羽沢彩
- 佐久市民のみなさん - 青森英治、青森大陽、青森千恵子、伊坂直稀、市川稀姫、市川姫衣、井出ありさ、柏木恵果、佐々木梓、笹崎愛恵、清水悠樹、辻ひろみ、土屋晋、土屋春喜、土屋夢羽、土屋和奏、仁科裕貴、舟田理早、武藤美樹、望月はるか、栁澤弘美、山田凪沙、山中花織